# Solnetjnyj udar
Solnetjnyj udar (russisk: Солнечный удар, da.: Solstik) er en russisk spillefilm fra 2014 instrueret af Nikita Mikhalkov, der også skrev filmens manuskript i samarbejde med 	Aleksandr Adabasjan og Vladimir Moisejenko.

## Medvirkende
- Martinsh Kalita
- Viktorija Solovjova
- Sergej Karpov som Jegorij
- Anastasija Imamova som Tatjana
- Sergej Serov